# Alessandro Catalano
Alessandro Catalano (* 1970) je italský bohemista, překladatel, profesor české literatury v Padově. Vystudoval slavistiku v Římě, poté přednášel ve Florenci a v Pise. Působil několik let i na univerzitě ve Vídni. V roce 2022 obdržel cenu Premia Bohemica a v roce 2023 cenu Gratias Agit.

## Život a dílo
Catalano vystudoval bohemistiku a rusistiku na Univerzitě La Sapienza v Římě. 
Doktorát ze slovanských studií Catalano obhájil na římské Sapienze v roce 2001 na základě disertační práce o české protireformaci a osobnosti kardinála Harracha La Boemia e la riconquista delle coscienze: Ernst Adalbert von Harrach (1598-1667) e la controriforma tra Roma, Vienna e Praga. Český překlad vydalo Nakladatelství Lidové noviny o tři roky později ve své prestižní edici Česká historie pod názvem Zápas o svědomí: Kardinál Arnošt Vojtěch z Harrachu (1598-1667) a protireformace v Čechách.
Kromě výše zmíněných monografií publikoval prof. Catalano zvláště v Itálii, České republice a Rakousku studie o řadě historických a literárněhistorických témat od politických a kulturních vztahů v českých zemích v raném novověku po evropská specifika českých avantgard, undergroundovou literaturu a posrpnový český exil v Itálii, zpravidla s důrazem na italsko-středoevropské vztahy. Je spolueditorem deníků a zápisků Arnošta Vojtěcha Harracha a autorem dalších pramenných prací a edic. Roku 2003 spoluzaložil Alessandro Catalano odbornou revue eSamizdat, která nabídla v dalších patnácti letech uznávanou platformu při formování mladší generace italských odborníků na středovýchodní Evropu a při artikulaci generačních témat.
Z konferencí, které mohl uspořádat po nástupu na padovskou univerzitu, lze uvést např. sympozium o samizdatu (2011) či konferenci a výstavu k Janu Palachovi a Pražskému jaru (2019). Již několik let intenzivně spolupracuje s Českým centrem v Miláně a aktivně se účastnil a podílel na organizaci týdenního bohemistického semináře v Praze (2019) a on-line projektu Kultura v karanténě, představující především současné české spisovatele přeložené do italštiny (2020-2022).
Do italštiny Catalano přeložil více než desítku knih českých autorů, mj. Karla Čapka (R. U. R., 2015), Patrika Ouředníka (Rok čtyřiadvacet, 2009; Pojednání o případném pití vína, 2009; Ad acta, 2016), Bohumila Hrabala (Postřižiny, 2003), Michala Viewegha (Výchova dívek v Čechách, 1999; Báječná léta pod psa, 2001; Případ nevěrné Kláry, 2005; Román pro ženy, 2006; Biomanželka, 2011; Vybíjená, 2012), resp. další texty Vítězslava Nezvala, Václava Havla ad.  

## Ocenění
- 2003 – Nejlepší italská doktorská práce v oboru slavistika
- 2022 – Premia Bohemica za mimořádný přínos pro českou literaturu v zahraničí
- 2023 – Gratias Agit za šíření dobrého jména České republiky v zahraničí

## Publikace v češtině
- Zápas o svědomí. Kardinál Arnošt Vojtěch z Harrachu (1598-1667) a protireformace v Čechách, Praha, Nakladatelství Lidové noviny, 2008,  ISBN 978-80-7106-942-3
- Rudá záře nad literaturou. Česká literatura mezi socialismem a undergroundem (1945–1959), Brno, Host, 2010, ISBN 978-80-7294-342-5
- Die Diarien und Tagzettel des Kardinals Ernst Adalbert von Harrach (1598–1667), herausgegeben von Katrin Keller und Alessandro Catalano, unter Mitarbeit von Marion Romberg, Wien 2010. ISBN 978-3-205-78461-6